# Middlewich
Middlewich es una localidad situada en la autoridad unitaria de Cheshire Este, en Inglaterra (Reino Unido). Tiene una población estimada, a mediados de 2019, de 14 130 habitantes.
Está ubicada al sur de la región del Noroeste de Inglaterra, cerca de la frontera con Gales y de la costa del mar de Irlanda y a poca distancia al sur de la ciudad de Liverpool.